# Apomecyna vitticollis
Apomecyna vitticollis är en skalbaggsart som beskrevs av Stefan von Breuning 1939. Apomecyna vitticollis ingår i släktet Apomecyna och familjen långhorningar. Inga underarter finns listade i Catalogue of Life.